# Carlo Grossi
Carlo Grossi (* um 1634 in Vicenza; † 14. Mai 1688 in Venedig) war ein italienischer Komponist, Organist und Sänger (Bass).

## Leben
Carlo Grossi verbrachte einen Teil seiner Ausbildungsjahre in Modena. Er war vor 1657 Kapellmeister an der Kathedrale von Reggio nell’Emilia. Zwischen 1657 und 1662 hatte Grossi mehrere Anstellungen in Vicenza, so war er 1656 maestro an der Kathedrale, Kapellmeister der Accademia Olimpica. Von 1664 bis 1667 war Grossi als Organist und maestro di canto am Ospedale dei Mendicanti in Venedig tätig. In diesen Jahren, bis 1666 war er ebenfalls Bass am Markusdom. Von 1676 bis zu seinem, Tod war er maestro di musica am
Ospedale dei Derelitti Er bemühte sich vergeblich leitende Posten am Markusdom und an der capella musicale an San Petronio in Bologna. Die venezianische Monatszeitschrift Pallade Veneta bezeichnete Carlo Grossi in einem Beitrag aus dem Jahre 1687 als einen „Orfeo unserer Zeit“. Eine Zeit lang war Grossi ehrenamtlicher maestro di cappella des Herzogs von Mantua, dem er verschiedene geistliche Kantaten und Motetten, sowie eine Weihnachtspastorale widmete. Es gibt Hinweise dafür, dass Carlo Grossi Kontakte zu Musikern in Dresden, Innsbruck und Wien hatte, aber keinen Nachweis ob er einen Orte je besucht hat. Zu seinen Schülern gehörte Antonio Giannettini.
Grossis Stil ist im Vergleich zu dem seiner Zeitgenossen durch eine gewisse Einfachheit geprägt. Er zog Homophonie und unkomplizierte Melodie in einer Zeit vor, die Polyphonie und virtuose Passagen bevorzugte. In seinen profanen Werken finden sich komische Elemente, die eher eine satirische Absicht verdeutlichen. Im August 1677 bezeichnete eine Ausgabe des Pariser des Le Mercure Galant, seine Karnevalsoper „Nicomede in Bitinia“ als „Très excellent“, vor allem wegen Grossis feinen Geschmackes und seiner kompositorischen Fähigkeiten. In vielen seiner Werke ist der Einfluss von Massimiliano Neri spürbar, vor allem in den Sonaten aus Op. 1 und in den Instrumentalpassagen seiner Bühnenwerke.

## Werke (Auswahl)
- Concerti eccleseastici Op. 1 (1657)
- Sonatas Op. 3
- Moderne Melodie: a voce sola: con due, trè, quattro, e cinque stromenti, e partitura per l'organo Op. 8 (Bologna, Giacomo Monti, 1676)
- Currite pastores con 5 stromenti
- Cantata ebraica in dialogo (Modena, 1681)
- Il divertimento di Grandi, musiche da camera ò per sevicio di tavola… Op. 9 (Antwerpen, 1681)